# Трон: Наследие
«Трон: Насле́дие» (англ. Tron: Legacy; также известен как TR2N и Tron 2) — американский фантастический фильм в жанре киберпанк, снятый студией Walt Disney Pictures и выпущенный в 2010 году. Сиквел фильма «Трон» 1982 года, частично основанный на сюжете видеоигры «Tron 2.0». Режиссёрский дебют Джозефа Косински; режиссёр предыдущего фильма Стивен Лисбергер выступил в качестве продюсера. Джефф Бриджес играет роль Кевина Флинна, а Гаррет Хедлунд играет взрослого сына Флинна, по имени Сэм.
3 сентября 2009 года Walt Disney Pictures объявила, что фильм появится в кинотеатрах 17 декабря 2009 года. Запланированная дата выхода фильма совпала с датой выхода «Аватара» Джеймса Кэмерона, с которым «Трон», по мнению создателей, должен был соперничать по бюджету и по кассовым сборам. Поэтому «Трон: Наследие» был выпущен в широкий прокат годом позже — 17 декабря 2010 года. Кинофильм демонстрировался в форматах Disney Digital 3D, Real D 3D и IMAX 3D.
Фильм окупился в прокате, заработав в два с половиной раза больше своего бюджета, но получил смешанные отзывы критиков: как и оригинальный «Трон», продолжение хвалили за спецэффекты и критиковали за сюжет. Тем не менее, как и оригинал, фильм оказал влияние на культуру, став одной из первых картин, возродивших в 2010-е интерес к неоновой эстетике 1980-х.

## Сюжет
Сэм Флинн, технически одарённый 27-летний сын Кевина Флинна, начинает расследовать исчезновение своего отца и оказывается втянутым в тот же мир жестоких программ и гладиаторских игр, в котором его отец жил на протяжении 20 лет. Вместе с помощницей Кевина отец и сын пускаются в рискованное путешествие по кибервселенной, которая стала ещё более совершенной и чрезвычайно опасной.
Старый друг Кевина Алан Брэдли получает сообщение на пейджер с отключённой телефонной линии из старого зала игровых автоматов Флинна под названием «FLYNN’S» (У ФЛИННА). Сэм направляется туда и обнаруживает потайную комнату, скрытую за игровым автоматом «ТРОН» с работающим компьютером. Пробуя разобрать и выяснить последние действия отца, он случайно активирует лазер, который оцифровывает его. Так Сэм попадает в кибервселенную, созданную его отцом.
Сэм попадает в плен к защитным программам и приговаривается к гладиаторским играм. Он убивает двух противников в поединке на дисках, но его побеждает чемпион игр Ринслер. Узнав, что Сэм является пользователем, а не программой, Ринслер выдаёт его лидеру мира — КЛУ (Копирующая личностная утилита), киберклону Кевина, способному мыслить, который захватил власть над системой. Клу заставляет Сэма состязаться с ним в гонках на светоциклах, но Сэма спасает некая Кворра. Она увозит его в пространство вне территории, контролируемой Клу, вглубь территории, называемой Периферией, где находится убежище Кевина.
Пожилой Кевин (в мире Сети прошло уже несколько тысяч «циклов» (часы в Системе были лишь минутами снаружи) за 20 лет реального времени) объясняет сыну, что он создал этот мир с помощью Клу и Трона (программа, созданная Аланом Брэдли для старой Системы и перемещённая Флинном в новую). В системе сами по себе возникли разумные существа «изоморфы» (изоморфные алгоритмы, сокращенно ИЗО), новая форма жизни с очень развитым корневым кодом, электронным ДНК, что для Кевина было чудом. Однако Клу, которого Кевин запрограммировал на создание совершенного мира, посчитал, что изоморфам нет места в совершенной системе, и уничтожил их всех. Кевин бежал от Клу и не успел вернуться до закрытия портала в реальный мир. Он потребляет массу энергии и не будет стоять открытым вечность и, подобно сейфу, может быть открыт только снаружи.
Оказывается, что сообщение на пейджер Алану послал Клу, чтобы заманить Сэма в Сеть и открыть портал, а затем захватить диск Кевина. Без его диска, даже при условии, что портал будет открыт, никто не уйдёт из Системы, а с таким диском может любой. Разочарованный бездействием отца, Сэм пытается уговорить Кворру помочь ему и она дает координаты некоего Зюса, эксцентричного владельца клуба «Конец строки», и Сэм едет обратно в Сеть по указанным ему координатам. Там он находит Кастора, который и оказывается Зюсом. Оказывается, что Зюс работает на Клу и вскоре Сэма окружают гвардейцы Клу, но его спасают Кворра и Кевин. При этом Кворра, защищая Сэма, лишается руки и переходит в «режим бездействия», а Зюс заполучает диск Кевина. Трое героев сбегают на борту транспортной программы «Солнечный парусник», который направляется к порталу. Клу узнаёт, что Флинн, Кворра и Сэм не погибли, а смогли сбежать, забирает диск Кевина у Зюса и уничтожает последнего вместе с его клубом. Кевин восстанавливает повреждённую часть кода Кворры. Сэм, наблюдая за процессом узнает, что она является последней из изоморфов. После своей перезагрузки Кворра восхищённо слушает рассказы Сэма о реальном мире.
Вместо портала герои попадают на огромный корабль Клу. Регулятор, где он исправляет (удаляет и переназначает в своих целях) программы[уточнить], создавая армию для захвата реального мира, чтобы сделать и его «совершенным». Кворра жертвует собой, чтобы дать возможность Сэму и Кевину добраться до портала. Увидев, как Ринслер берёт её в плен, Кевин узнаёт в нём исправленного Трона. Сэм пробивается в кабинет Клу, забирает диск отца и спасает Кворру. Кевин конфискует светолёт, и все трое улетают на нём к порталу. Клу и Ринслер летят за ними на истребителях-светолётах. После яростной перестрелки Ринслер готовится сбить героев, но в последний момент вспоминает, что он — Трон, что он воюет за пользователей и таранит светолёт Клу. Падая, Клу отбирает у Ринслера-Трона запасной истребитель и улетает. Погружаясь в море Симуляции, тонущий Ринслер изменяет свой цвет с оранжевого на светло-голубой — изначальный цвет Трона.
Возле портала герои встречают Клу. Кевин пытается договориться с ним, но Клу не желает ничего слышать. Забрав диск Кевина, Клу видит, что это на самом деле диск Кворры. Используя диск Кевина как ключ доступа, Сэм и Кворра входят в портал, а Кевин жертвует собой, чтобы уничтожить Клу и всю его армию. Он стирает код Клу и погибает во время реинтеграции Системы. Вернувшись, Сэм копирует этот компьютерный мир на карту памяти и выключает компьютер.
Выйдя в зал автоматов из потайной комнаты и встретив Алана, он назначает его председателем совета директоров своей компании «ENCOM». На улице Сэма ждёт Кворра. Сэм и Кворра уезжают на мотоцикле и Кворра видит свой первый рассвет в реальном мире.

## В ролях
| Актёр            | Роль                                           |
| ---------------- | ---------------------------------------------- |
| Гаррет Хедлунд   | Сэм Флинн                                      |
| Джефф Бриджес    | Кевин Флинн / Клу                              |
| Брюс Бокслейтнер | Алан Брэдли, Трон / Ринцлер (голос)            |
| Оливия Уайлд     | Кворра                                         |
| Майкл Шин        | Кастор / Зюс                                   |
| Бо Гарретт       | программа-сирена Джем                          |
| Джеймс Фрейн     | помощник Клу Джарвис                           |
| Daft Punk        | Программы-диджеи (камео)                       |
| Анис Чеурфа      | Трон / Ринцлер                                 |
| Киллиан Мерфи    | Эдвард Диллинджер-младший (в титрах не указан) |
| Джон Рирдон      | молодой Кевин Флинн / Клу                      |
| Кристин Адамс    | Клэр Аткинсон                                  |
| Серинда Суон     | программа Сирена                               |
| Брент Стейт      | программа, играющая за красных                 |

## Производство

### Подготовительный этап
29 июля 1999 года ZDNet сообщили, что продолжение или ремейк Трона рассматривается компанией Pixar. В течение следующих нескольких лет различные новостные сайты сообщали множество ложных слухов о том, что продолжение Трона находится в стадии съёмок или подготовки к ним.
13 января 2005 года один из новостных сайтов сообщил, что студия Дисней наняла Брайана Клагмэна и Ли Стернтэла для того, чтобы написать продолжение фильма.
В 2008 году в городе Сан-Диего на международном фестивале San Diego Comic-Con International, дабы удивить гостей фестиваля, был показан предварительный трейлер-тизер (обозначен как TR2N; режиссёр — Джозеф Косински).
Хотя трейлер не подтвердил, что продолжение Трона было в производстве, он показал, что Дисней был серьёзен в своих намерениях. В интервью Sci-Fi Wire было сказано, что тест-кадры вряд ли появятся в готовом фильме.
23 июля 2009 года студия Дисней показала нынешнее название на фестивале Comic-Con в 3D. Джефф Бриджес объясняет название со ссылкой на тему рассказа: «Это — в основном история о поиске сыном его отца». Кроме того, они показали трейлер, аналогичный показанному на Comic-Con 2008, но с обновлёнными визуальными эффектами. Поскольку ни один из кадров изнутри компьютерного мира не был закончен, они показали концепцию изображения со стадии производства. Изображение включало устройство распознавания, которое было обновлено по сравнению с оригинальным фильмом. Концепции фотографий показали также дисковые войны, которые также были изменены на турнир из 16 игр. Арена устроена таким образом, чтобы 16 игр шли в одно время.
Светоциклы созданы в новом дизайне Даниэля Саймона. По данным пресс-конференции на Comic-Con 2009, новый автомобиль будет называться «Light Runner» и являться 2-местной версией светоцикла. Автомобиль очень быстрый, и имеет возможность сходить с «сетки» и передвигаться самостоятельно вне неё. Зритель также получает возможность взглянуть на собственный светоцикл Кевина Флинна — «Light Runner второго поколения», разработанный в 1989 году Флинном.
Модель в натуральную величину была размещена 28—30 августа 2009 года на стенде в Fan Expo-2009 в Торонто.

### Съёмки
Съёмки начались в Ванкувере в апреле 2009 года. Один из этапов съёмки фильма проходил в канадском Парке студии на юге Бернаби. Весь фильм был снят в 3D. Компания Digital Domain работала над визуальными эффектами.
В апреле 2009 года в Интернете появились фотографии персонажей фильма в синих плотно облегающих костюмах. Дизайн костюмов напоминает одежду, которую носили актёры в первой части фильма.
По словам Майкла Шина, исполнившего роль Кастора, шоумена до мозга костей, его персонаж вобрал в себя образы целого ряда выдающихся фигур шоу-бизнеса, таких как Зигги Стардаст.

### Музыка
Саундтрек к фильму написала группа Daft Punk, обладатель премии «Грэмми». Свой музыкальный и визуальный стиль Daft Punk создавали, во многом опираясь на «ТРОН» 1982 года. Саундтрек создавался на протяжении трёх лет, и в итоге получилось уникальное сочетание оркестровой, электронной и гранулярной музыки. Дуэт работал не только над музыкой, но и над дизайном звука, особенно в тех сценах, где из фоновых звуков рождается мелодия.
На момент проведения фестиваля Comic-Con в 2009 году, было установлено, что альбом будет состоять из 24 треков для фильма. Оливия Уайлд сказала, что дуэт может участвовать в будущих рекламных мероприятиях. Песня «Separate Ways» (Worlds Apart) группы Journey и «Sweet Dreams» группы Eurythmics включены в фильм (они же звучали в «Троне» 1982 года).
Дуэт Daft Punk собрал для записи в лондонской студии AIR Lyndhurst Studios симфонический оркестр из ста музыкантов. Саундтрек к фильму был выпущен 6 декабря 2010 года.

### Спецэффекты
Костюмы создавались при помощи компьютерного моделирования с использованием технологии CNC (computer numerical cutting).
Для съёмок фильма в формате 3D использовалась камеры Sony CineAlta F35 с матрицей размером, аналогичным кадровому окну плёночной камеры Super 35 мм.
Джефф Бриджес, играющий Клу, при помощи компьютерной обработки предстал на тридцать лет моложе — таким, каким был в фильме «Трон».
Чтобы сыграть в воспоминаниях Флинна роль Трона, Брюс Бокслейтнер также был омоложён на тридцать лет.
Лицо Джеффа Бриджеса было оцифровано и по этой модели была изготовлена маска, в пятьдесят два отверстия которой были вставлены специальные маркеры, за которыми следили четыре камеры. При этом мимика фиксировалась и совмещалась с трёхмерной моделью, созданной по фотографиям Джеффа Бриджеса тридцатилетней давности.
Вряд ли есть что-то труднее, чем создать на экране цифровой образ человека, который должен взаимодействовать с живыми людьми. Мало того, это цифровой образ хорошо всем известного человека… Мы должны были отразить обаяние и мимику Джеффа Бриджеса.Джозеф Косински
Перед нами стояла задача посложнее, чем в «Бенджамине Баттоне»: никто не знает, как будет выглядеть 80-летний Брэд Питт, поэтому тут есть простор для фантазии, но зрители помнят, как выглядел Джефф Бриджес времён «Несмотря ни на что».Шон Бэйли
Джефф Бриджес стал первым актёром в истории кино, встречающимся на экране со своим компьютерно-омоложённым прототипом.

## Видеоигра
Видеоигра под названием «Трон: Эволюция» была выпущена зимой 2010 года. Тизер и трейлер были выпущены в ноябре 2009, хотя более длинный трейлер был показан на Spike Video Game Awards 12 декабря 2009 года. Сюжет игры происходит между первым и вторым фильмами.